# Magyar ösztöndíjak listája
A magyar ösztöndíjak listája azokat az ösztöndíjakat tartalmazza, amelyeket magyarországi székhelyű szervezetek, intézmények hirdetnek meg a tudományos és művészeti élet szereplői részére. A lista tartalmazza a már lezárt, nem élő ösztöndíjakat is. Nem tartalmazza azonban az egyes köz- és felsőoktatási intézmények saját hallgatóinak nyújtott támogatásokat.
Azokat az ösztöndíjakat, melyeket egy helyi közösség ad az ott élőknek, a település (megye, régió stb.) nevének feltüntetésével jelezzük.
Az egyéb díjakat, kitüntetéseket a Magyar díjak, kitüntetések listája tartalmazza.

## Lista
- Babits Mihály műfordítói ösztöndíj (2006–)
- Baumgarten évdíj (1929–1949)[1]
- Békésy György posztdoktori ösztöndíj (2000–2003)[2]
- Benedek Elek-ösztöndíj (2006?–2010?)
- Bolyai János kutatási ösztöndíj (2010–)
- Derkovits Gyula képzőművészeti ösztöndíj (1955–)
- Felkai András-ösztöndíj (2009–)
- Füst Milán fordítói ösztöndíj (1990–)
- Gion Nándor prózaírói ösztöndíj (2008?–2010?)
- Hajnóczy Péter irodalmi ösztöndíj (1999–2000?)
- Horváth Péter irodalmi ösztöndíj (2013–)
- Írók Boltja Könyvösztöndíj (2014–)
- Kisfaludy-ösztöndíj (2000–)
- Kodály Zoltán zenei alkotói ösztöndíj (1983–)
- Kozma Lajos Kézműves Iparművészeti Ösztöndíj (1987–)
- Lánczos–Szekfű-ösztöndíj, Székesfehérvár
- Magyar Állami Eötvös Ösztöndíj (2002–)
- MAOE alkotói ösztöndíj (?–2011)
- MASZRE alkotói ösztöndíj (?–2009)
- Moholy-Nagy László Formatervezési Ösztöndíj (2003–)
- Móricz Zsigmond-ösztöndíj (1973–)
- Nemes Marcell-ösztöndíj (1920–az 1940-es évek végéig)
- Örkény István drámaírói ösztöndíj (1990–)
- Pécsi József fotóművészeti ösztöndíj (1990–)
- Schöpflin Aladár ösztöndíj (2006?–2010?)
- Soros-ösztöndíj (1997–)
- Széchenyi István-ösztöndíj (2000–2003)
- Széchenyi professzori ösztöndíj (1997–2000)[2]
- Székely János-ösztöndíj (?2006–2010?)
- Szilárd Leó professzori ösztöndíj (2003–)
- SZOT-ösztöndíj (1958–1990)